# کتابخانه ملی کوبا
در سال ۱۹۸۹ کتابخانه ملی کوبا یا کتابخانه ملی خوزه مارتی (به انگلیسی: National Library José Martí) به عنوان مرکز ملی روش‌شناسی برای شبکه کتابخانه عمومی کشور کوبا معرفی شد تا وضع کتابخانه هاب عمومی کوبا را بهبود بخشد. این کتابخانه برنامه ملی خواندن برای جوانان و کودکان را اجرا می‌کند. انتشار کتابشناسی ملی از وظایف این کتابخانه است.

## تاریخچه
در سال ۱۹۰۱ که کوبا در اشغال آمریکا بود به وسیله یک فرمان نظامی رئیس کتابخانه ملی کوبا تعیین شد. در ۱۹۳۶دیک مورخ و نویسنده کوبایی leuchsenring Emilio de وضعیت اسفناک کتابخانه ملی را در مقاله‌ای که در مجله carteles منتشر شد بیان کرد. بر مبنای آن «انجمن دوستداران کتابخانه ملی» تشکیل شد و emilio ریاست آن را برعهده داشت. ساختمان بسیار مخروبه بود و کتابها یکباره بسته‌بندی شد و به محلی که به زندان تعلق داشت انتقال یافت. اما پس از چندی بازگردانده شد ولی هنوز باز نشده بود که در یک آتش‌سوزی اغلب آن‌ها از بین رفت. در سال ۱۹۳۸ دولت تصمیم گرفت کتابخانه را به محل دیگری ببرد و ساختمان را برای مقر پلیس از نو بسازد. فقدان کتابدار متخصص و منابع مالی آن چنان حاد بود که دولت ناچار شد یک نویسنده و دیپلمات کوبایی Antonio Ramos jose را به عنوان مشاور خدمات ملی ان منسوب کند. او سیستم دهدهی جهان (udc) را متناسب با نیازهای کشور گسترش داد و به کار گرفت. پس از تلاش بسیار رامو در سال ۱۹۴۶ کمی قبل از فوت استعفا داد. در سال ۱۹۴۱ دولت برای ساختن کتابخانه ملی نیم سنت مالیات روی هر ۳۲۵ پوند شکر اضافه کرد. در سال ۱۹۵۲ ساختمان آغاز شد و به نام خوزه مارتی، ۱۸۵۳–۱۸۹۵ (jose mart) سمبل آزادی ملی کوبا، نامگذاری شد. در سال ۱۹۵۹ پس از انقلاب کوبا تغییرات شگرفی در کتابخانه صورت گرفت. خانم فریره دو آندراد کتابدار متخصصی که مدت‌ها برای بهبود کتابخانه تلاش کرده بود به ریاست کتابخانه منسوب شد با کوشش او کتابخانه به سوی اهداف واقعی هدایت شد و نیز با تلاش‌های او آموزش کتابداری تغییر خاصی کرد. دولت کلیه کتابهای باقی‌مانده از باتیستا و افرادی که کشور را ترک کرده بودند به کتابخانه ملی داد.

## اهداف
کتابخانه ملی نقش کتابخانه عمومی را ایفا می‌کند. فهرستگان پیایندهای فنی و علمی و نیز فهرستگان پیایندهای علوم اجتماعی و علوم انسانی را منتشر کرده است. بخش خدمات کودکان و نوجوانان بسیار چشمگیر است.